# Kåviängen
Kåviängen är ett naturreservat i norra delen av Örebro kommun. Herrgården Kåvi ligger strax norr om reservatet, liksom sjön Lången. Cykelleden Lången runt passerar reservatet.
I området finns gles lövskog och en mängd hasselbuskar. Det är inte en äng i egentlig mening idag, men för 100 år sedan fanns här en slåtteräng. På våren blommar blåsippor och vitsippor. Då är området som vackrast. Senare på året blommar grönvit nattviol. Vid en inventering gjord 1970 fanns 162 fanerogamer och kärlkryptogamer.
Naturreservatet är 2 ha stort och grundades år 1968 på initiativ av Eidan Lindstén. Det förvaltas av Länsstyrelsen i Örebro län.

### Webbkällor
- Om naturreservatet Länsstyrelsen Örebro län Länsstyrelsen i Örebro län]

1. 1 2 3 4 5 6  Skyddade områden, naturreservat, 18 december 2015, läs onlineläs online, läst: 20 januari 2017.[källa från Wikidata]